# Pressbyrån

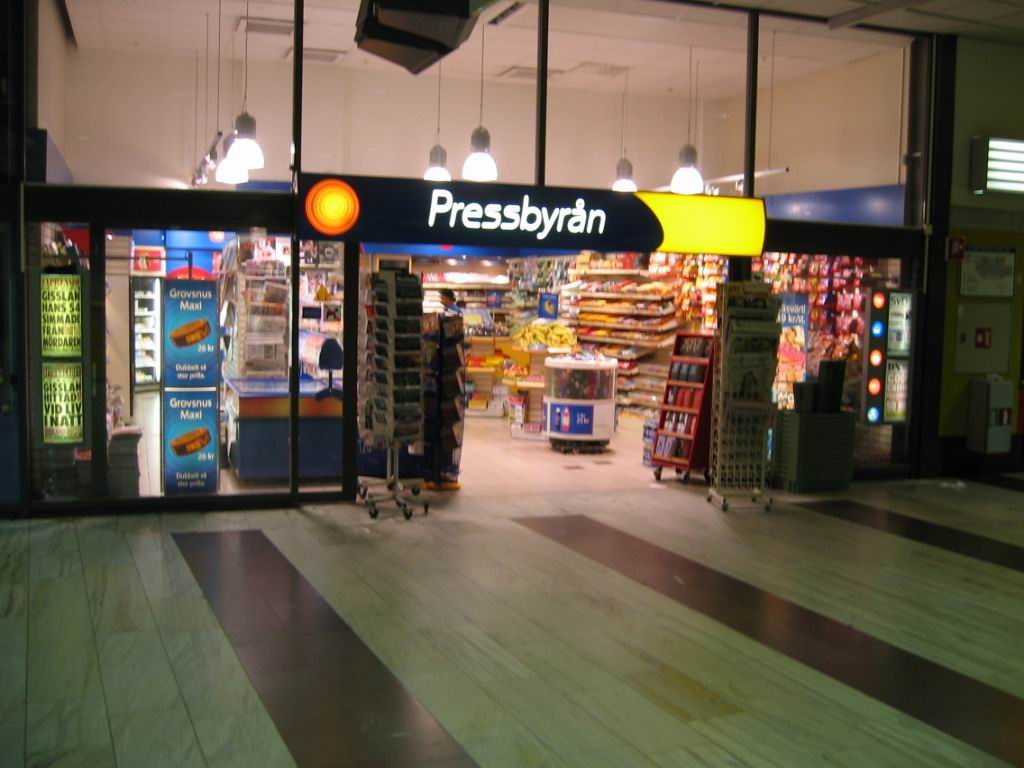
Pressbyrån winkel op Stockholm Centraal Station.

Pressbyrån is een keten van gemakswinkels in Zweden, die producten als sigaretten, frisdrank, water, en chips verkoopt. De keten verkoopt ook tijdschriften en kranten.

## Geschiedenis
Het bedrijf, dat oorspronkelijk Svenska Telegrambyrån heette, kreeg in 1899 toestemming om kranten op de treinstations te verkopen.  In 1903 werd de eerste locatie geopend buiten het centraal station van Helsingborg.  In 1906 veranderde het bedrijf de naam in Svenska Pressbyrån. Tegenwoordig is de naam afgekort tot Pressbyrån. 